# 10 Years (groupe)
Pour les articles homonymes, voir 10 Years.
10 Years est un groupe américain de rock et heavy metal, originaire de Knoxville, dans le Tennessee. Wasteland, le premier single extrait de l'album The Autumn Effect, est classé premier sur les radios rock américaines en décembre 2005 et janvier 2006.

## Biographie

### Débuts (1999–2004)
10 Years est initialement formé à Knoxville, dans le Tennessee en 1999 avec le chanteur Mike Underdown, le batteur Brian Vodinh, le bassiste Lewis Cosby, et les guitaristes Ryan « Tater » Johnson (The American Plague) et Matt Wantland. En 2001, Cosby quitte le groupe, qui recrute Andy Parks à la basse. Ils enregistrent indépendamment Into the Half Moon la même année.
Le chanteur Mike Underdown quitte le groupe pour poursuivre sa carrière d'acteur et pour former un nouveau groupe appelé Courage, You Bastards, à Los Angeles, en Californie. 10 Years recrute ensuite le chanteur Jesse Hasek, issu d'un autre groupe local. En 2002, Parks décide de quitter le groupe, qui voit revenir Cosby. Le groupe publie ensuite l'album indépendant Killing All That Holds You en 2004. 

### The Autumn Effect(2005–2006)
10 Years signe au label Universal Records en 2005, et publie son premier album chez une major intitulé The Autumn Effect, le 16 août 2005, qui comprend les chansons Wasteland et Through the Iris, diffusées à la radio. Leur premier single, Wasteland, passe plus de 12 mois dans les classements rock, pour atteindre finalement la première place du active rock en décembre 2005. Ce même été, le groupe tourne avec Disturbed et Ill Niño. À la fin de 2005, ils tournent avec Breaking Benjamin et Smile Empty Soul, puis effectuent une tournée Masters of Horror avec Mudvayne et Sevendust. Ils ouvrent pour Korn et Mudvayne à la tournée See You on the Other Side de Korn. Ils jouent aussi avec Korn et Deftones au Family Values Tour, qui démarrera au début de 2006. En mi-février 2006, Wasteland atteint la première place des Billboard Alternative Songs. Wasteland est certifié disque d'or par la RIAA. 
En mi-2006, le groupe tourne en Australie avec Hatebreed, Disturbed, et Korn. Leur première vidéo, Wasteland, traite du non-respect des droits de l'homme dans le monde. La vidéo est nommée dans les catégories « meilleure réalisation » et Best Art Direction aux MTV Video Music Awards de 2006, sans finir en récompense. Le 27 mars 2006, un EP est publié sur iTunes ; il contient des versions acoustiques de Wasteland, Prey, Through the Iris et Faultline de The Autumn Effect.

### Division(2006–2008)
Le 19 novembre 2006, 10 Years annonce et confirme l'album Division comme deuxième album. Le groupe enregistre Division à la  fin de juin 2007.
Lewis explique dans une interview que l'album est « soi différent du premier [The Autumn Effect], mais reste dans la lignée de 10 Years », et que « c'est comme si elles [les chansons] étaient composée par un autre groupe ce qui est, comme qui dirait, le but ». La chanson Focus est écrite avec Stone Temple Pilots et 'ancien guitariste d'Army of Anyone, Dean DeLeo.
Le 21 mai 2007, une chanson démo, All Your Lies, issue de Division, est publiée sur leur page MySpace. Le 7 septembre 2007, le groupe annonce l'album pour fin 2008, suivi d'une tournée avec Dir En Grey, Sevendust, Operator, Thousand Foot Krutch aet Chevelle. 10 Years participe au Projekt Revolution 2008 de Linkin Park avec Atreyu, Hawthorne Heights et Armor for Sleep. Ils tournent avec Mudvayne jusqu'à mi-décembre 2008. En août 2009, Matt Wantland annonce son départ du groupe pour parcourir d'autres horizons.

### Feeding the Wolves(2009–2011)
10 Years annonce un troisième album intitulé Feeding the Wolves. L'album est produit par le producteur Howard Benson et mixé par Chris Lord-Alge. 
À la première moitié de 2010, le groupe alterne entre concerts et enregistrements en studio. Avant la sortie de l'album, le groupe joue sur scène les chansons Dead in the Water, Now is the Time, et le premier single du nouvel album, Shoot It Out. Le 12 juin 2010, Shoot It Out est diffusée sur Sirius/XM Radio. La chanson est publiée par la suite dans le mois et mis en ligne sur iTunes le 6 juillet. Ils tournent en soutien à l'album avec Chevelle, Puddle of Mudd, et Sevendust. En décembre, le groupe effectue une mini-tournée en tête d'affiche. En février 2011 sort leur nouveau single Fix Me. Les 17 et 18 juin, le groupe tourne le clip Fix Me à Columbus, dans l'Ohio.

### Minus the Machine(2011–2014)
Le 2 avril 2012, le groupe annonce l'album Minus the Machine, est publié le 30 juillet sur leur propre label indépendant, Palehorse Records ; un label partagé avec Warner Music Group. Ils annoncent aussi une tournée qui démarrera le 27 juin à La Nouvelle-Orléans.
Le 11 mai, le groupe révèle la couverture de l'album et annonce que sa sortie est repoussée au 7 août. Le 2 juillet 2012, 10 years publie une compilation vidéo sur son site web.
10 Years recrute le bassiste de Fair to Midland, Ryan Collier, pour leur tournée nord-américaine le 19 septembre 2012. Collier remplace Lewis Cosby, qui souhaite consacrer son temps à la naissance de son premier enfant. Le 29 décembre 2012, à Knoxville, 10 Years joue une version spéciale de Shoot It Out avec les chanteurs Mike Underdown et Jesse Hasek. 10 Years tourne en Australie à la fin de février au Soundwave 2014, après sept ans d'absence dans le pays.

### From Birth To Burial(depuis 2014)
From Birth to Burial, le septième album de 10 Years, est publié le 21 avril 2015. Leur premier single, Miscellanea, est publié le 13 février 2015.
En septembre 2016, le membre fondateur Ryan « Tater » Johnson annonce son retrait des tournées à cause d'une blessure.

## Membres

### Membres actuels
- Brian Vodinh –  guitare solo (depuis 2016), batterie (1999-2016, hors des tournées depuis 2012), guitare rythmique (2009-2016, hors des tournées 2012-2016), basse (depuis 2016, hors des tournées)
- Matt Wantland – guitare rythmique (1999-2009, depuis 2016)
- Jesse Hasek – chant (depuis 2002)
- Chad Grennor – basse (depuis 2018, membre de tournée)
- Luke Narey – batterie (depuis 2018, membre de tournée)

### Anciens membres
- Ryan (Tater) Johnson – guitare solo, chœurs (1999–2016)
- Lewis Cosby – basse (1999-2001, 2002–2012)
- Mike Underdown – chant (1999–2001)
- Andy Parks – basse (2001–2002)
- Ryan Collier – basse (2012–2016)
- Matt Brown – batterie (2010, membre de tournée)
- Chad Huff – basse (2016–2018, membre de tournée), guitare rythmique (2012–2016, membre de tournée)
- Kyle Mayer – batterie (2012–2018, membre de tournée)

## Discographie
- 2001 : Into the Half Moon
- 2004 : Killing All that Holds You
- 2005 : The Autumn Effect
- 2008 : Division
- 2010 : Feeding the Wolves
- 2012 : Minus the Machine
- 2017 : (How to Live) As Ghosts
- 2020 : Violent Allies
- 2022 : Deconstructed
- 2024 : Inner Darkness